# Тракторное (Крым)
Тра́кторное (до 1948 года Ни́жний Кульчу́к; укр. Тракторне, крымскотат. Aşağı Qulçuq, Ашагъы Къулчукъ) — исчезнувшее село в Черноморском районе Республики Крым, располагавшееся на юго-востоке района, в степной части Крыма, в балке Чаратай, примерно в 4,5 километрах западнее современного села Громово.

## История
Село Нижний Кульчук (названое по аналогии с находившимся выше по балке Верхним Кульчуком), судя по доступным историческим документам, было основано в 1930-х годах, в составе Ак-Мечетского района — впервые селение встречается на двухкилометровке РККА 1942 года.
С 25 июня 1946 года Нижний Кульчук в составе Крымской области РСФСР. Указом Президиума Верховного Совета РСФСР от 18 мая 1948 года, Нижний Кульчук переименовали в Тракторное. 26 апреля 1954 года Крымская область была передана из состава РСФСР в состав УССР. Ликвидировано до 1960 года, поскольку в «Справочнике административно-территориального деления Крымской области на 15 июня 1960 года» селение уже не значилось (согласно справочнику «Крымская область. Административно-территориальное деление на 1 января 1968 года» — в период с 1954 по 1968 годы, как село впоследствии упразднённого Красносельского сельсовета).